# Isabel del Puerto

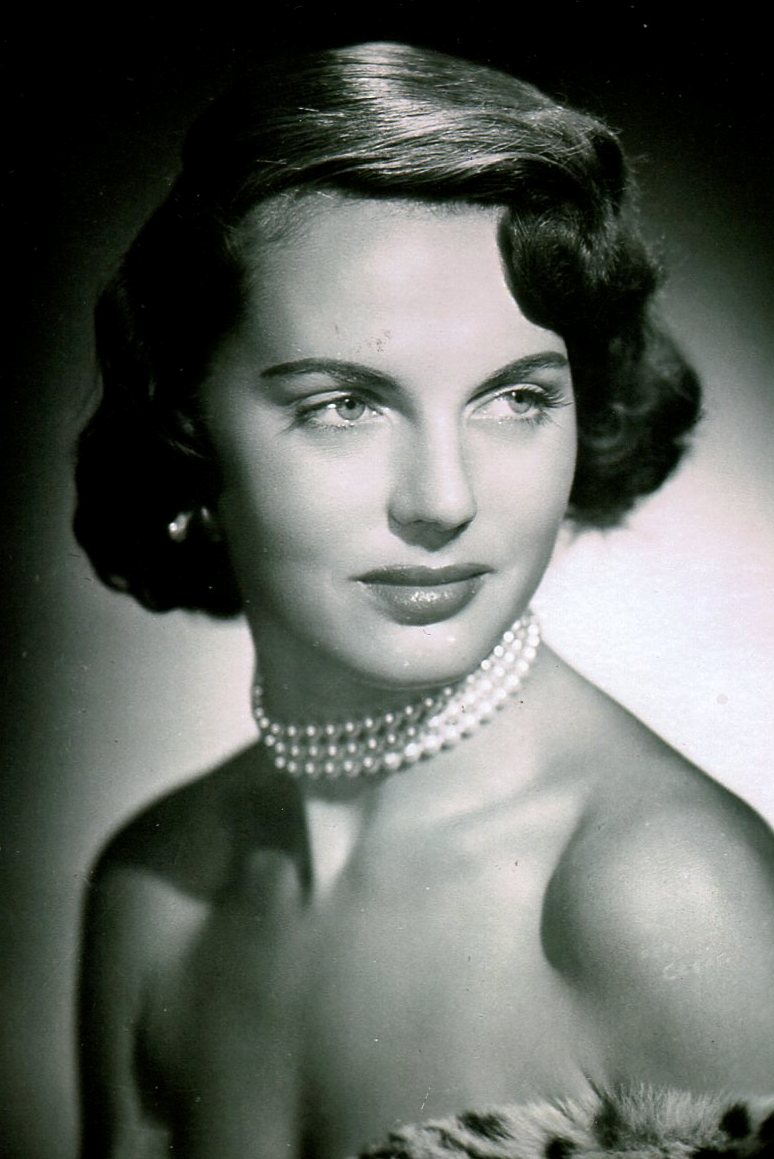
Isabel del Puerto als Star des mexikanischen Films

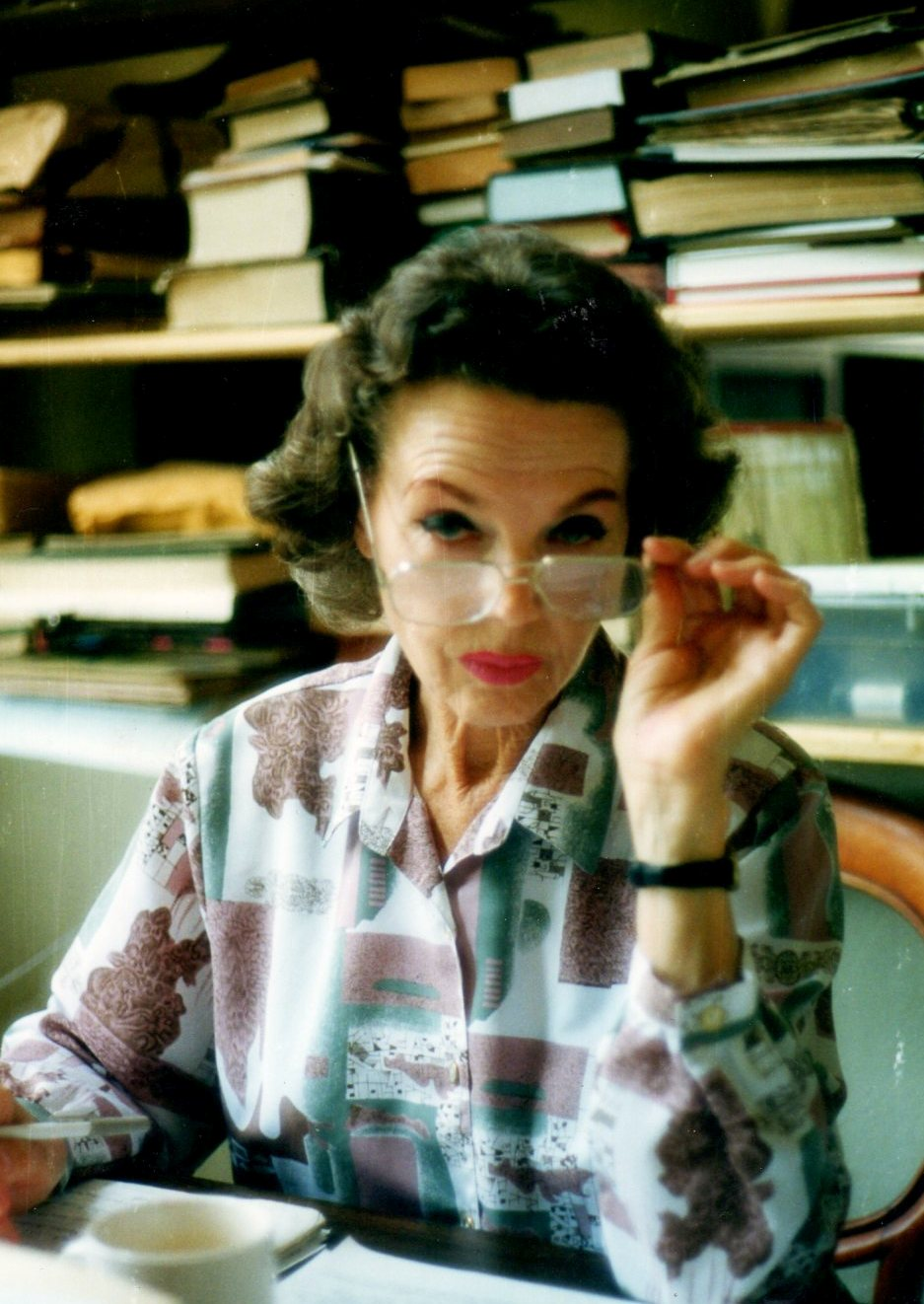
Lisa Lanett (2013)

Isabel del Puerto später Lisa Lanett (* 7. August 1921 in Wien, Österreich, als Elisabeth Hortenau; † 13. März 2014 in San Antonio, Texas) war ein in Österreich geborenes mexikanisch-amerikanisches Model, Schauspielerin, Tänzerin, Schriftstellerin, Fotojournalistin, Maklerin und Unternehmerin.

## Leben
Isabel del Puerto, geborene Elisabeth Hortenau, war die Tochter von Charlotte Helene Beer und Alfred Joseph von Hortenau (1892–1957), einem Kavallerieoffizier in der österreichisch-ungarischen Armee und unehelicher Sohn des Erzherzogs Otto Franz von Österreich, dem Vater des letzten österreichischen Kaisers, Karl von Österreich. Ihre Eltern ließen sich scheiden, als sie zwei Jahre alt war. Hortenau wuchs in Wien, Abbazia, Mailand, Paris, London und Salzburg auf.
Mit vier Jahren gab sie ihr Bühnendebüt unter der Leitung von Isadora Duncan und ihrer Großmutter Maria Schleinzer, die Vedette an der Wiener Hofoper war. Sie besuchte das Centro Sperimentale di Cinematografia in Rom mit Alida Valli und anderen Stars der 1930er Jahre. Danach kehrte sie jedoch nicht nach Wien zurück, sondern wanderte nach dem Anschluss Österreichs mit ihrer Mutter in die Vereinigten Staaten aus.
Nach einer kurzen Karriere am Broadway ging sie nach Mexiko, wo sie für ein Kaufhaus modelte und in über 15 Filmen auftrat und zu einem Star des goldenen Zeitalters des mexikanischen Kinos der 1940er und 1950er Jahre avancierte.
Nachdem sie sich vom Filmgeschäft zurückgezogen hatte, arbeitete sie für das Time Life-Magazin und in den Sparten Werbung und Öffentlichkeitsarbeit in New York. Sie besaß und kochte für fünf Gourmetrestaurants, darunter El Cuchitril, ein berühmtes Bistro in der Zona Rosa in Mexiko-Stadt. Sie hatte eine Immobilienlizenz und verkaufte Immobilien in Mexiko und den Vereinigten Staaten.
Daneben war Isie als Schriftstellerin tätig: Eines ihrer Werke ist eine halb fiktive Biographie namens „My Way“, zwei sind Detektivgeschichten: „The Key“ und „The Portrait“ und eines ist ein Kinderbuch, „Sonia“, das sie illustriert und veröffentlicht hatte.
Die vielseitige Künstlerin war sechs Mal verheiratet: darunter mit dem Mexikaner Juan Hevia del Puerto (1940–1947), ihrem ersten Mann; Hector Mendoza Orozco (1951–1956) und Joe Oldham Lanett (1973–1975), dessen Namen sie bis zu ihrem Tod trug. Aus diesen Ehen und anderen Beziehungen hatte sie zwei Söhne und eine Tochter. Erst 2009 vertraute sie dem österreichischen Journalisten Georg Markus an, dass sie mit dem US-Präsidenten John F. Kennedy angeblich einen unehelichen Sohn habe. Nach dem Kennenlernen 1942 kam das Kind 1945, ein Sohn namens Tony, zur Welt. Die Vaterschaft Kennedys ist jedoch nicht bewiesen.
Isabel del Puerto zog sich 1989 ins Privatleben zurück. In ihren letzten Lebensjahren lebte Isabel del Puerto in San Antonio, Texas. Sie unterstützte aktiv die Demokratische Partei und leitete eine Wohltätigkeitsorganisation, die Obdachlosen und ihren Haustieren helfen wollte. Die gebürtige Österreicherin verstarb 2014 im Alter von 92 Jahren.

## Filmografie (Auswahl)
- 1949: Hay lugar para... dos
- 1949: Ventarrón
- 1949: Una familia de tantas (A Family Like Many Others)
- 1949: Medianoche (Midnight)
- 1950: Doña Diabla (The Devil Is a Woman)
- 1950: Mariachis
- 1950: Matrimonio y mortaja
- 1950: Rosauro Castro
- 1951: Entre abogados te veas (Among Lawyers I See You)
- 1951: El gendarme de la esquina
- 1953: Der scharlachrote Kapitän (Captain Scarlett)
- 1961: Juego diabólico